# A Song for You (The Carpenters)
A Song for You è il quarto album in studio del duo musicale-canoro statunitense The Carpenters, pubblicato nel 1972.

## Tracce
Side 1
1. A Song for You (Leon Russell) – 4:42
2. Top of the World (John Bettis, Richard Carpenter) – 2:56
3. Hurting Each Other (Gary Geld, Peter Udell) – 2:46
4. It's Going to Take Some Time (Carole King, Toni Stern) – 2:55
5. Goodbye to Love (Bettis, Carpenter) – 3:50
6. Intermission (Carpenter) – 0:22

Side 2
1. Bless the Beasts and Children (Perry Botkin Jr., Barry DeVorzon) – 3:07
2. Flat Baroque (Carpenter) – 1:45
3. Piano Picker (Randy Edelman) – 1:59
4. I Won't Last a Day Without You (Roger Nichols, Paul Williams) – 3:55
5. Crystal Lullaby (Bettis, Carpenter) – 3:58
6. Road Ode (Gary Sims, Dan Woodhams) – 3:50
7. A Song for You (Reprise) (Russell) – 0:53

## Formazione
Gruppo
- Richard Carpenter - tastiere, voce, cori
- Karen Carpenter - batteria, voce

Collaboratori
- Joe Osborn - basso
- Hal Blaine - batteria
- Tony Peluso - chitarra
- Bob Messenger - fiati

## Classifiche
| Classifica  | Posizione raggiunta |
| ----------- | ------------------- |
| Regno Unito | 13                  |
| Stati Uniti | 4                   |

## Versione di Mina
Nel 1975 Mina cantò una versione in italiano della canzone che dà il titolo all'album, in quest'occasione intitolata Quasi come musica, che venne inclusa nell'album La Mina. Il testo fu scritto da Gino Paoli e Claudio Daiano, mentre Pino Presti ne curò l'arrangiamento.